# Procyon
|  | Per a altres significats, vegeu «Proció». |

Procyon és un gènere de mamífers nocturns que conté tres espècies vivents i una d'extinta. L'os rentador (P. lotor) n'és l'espècie més famosa, car les altres dues només viuen als tròpics i són menys conegudes. Estudis genètics han demostrat que els parents més propers dels ossos rentadors són els bassariscos i els coatís.